# الكلية الجامعية المتوسطة
الكلية الجامعية المتوسطة هي كلية في عمان، الأردن تأسست عام 1978.
تقع الكلية في قلب عمان،
تشتهر الكلية
بمجموعة متنوعة من الدورات التي تقدمها والخبرة التي يتمتع بها موظفوها. نسب مجلس التعليم العالي في الأردن بإغلاقها في أكتوبر 2013.

## وصلات خارجية
- الموقع الرسمي بالعربية